# 螺旋回廊
『螺旋回廊』（らせんかいろう）は、2000年1月14日にrúfより発売されたアダルトゲーム。
2001年12月14日に第2作の『螺旋回廊2』が発売されており、2007年4月20日に第1作と第2作の復刻版も発売された。
本作の開発はアージュが担当しており、同社のスタッフ・吉宗鋼紀は、本作の作り方について「既定路線のアンチをその既定路線をきっちり踏まえてやる」と2006年の一般向けゲームニュースサイト「4Gamer.net」とのインタビューの中で説明しており、のちにアージュから発売された『君が望む永遠』および『マブラヴ』でも踏襲されている。

## システム
螺旋回廊
ゲームは主人公・佐伯祐司の視点で進められるが、ひとつエンディングを迎えると、そのルートのヒロインの視点から描かれたストーリーを読むことができる（このストーリーには選択肢は登場しない）。
ゲームのシステムとしては、『日常パート』と呼ばれるテキスト選択型アドベンチャーゲームが主であるが、特定の箇所で『インターネットパート』と呼ばれるシステムに切り替わる。このパートは、実際のブラウザ・メーリングソフト・ホームページと似たシステムでゲームをすすめていくものである。
螺旋回廊2

## あらすじ
螺旋回廊
大学助教授・佐伯祐司はひょんなことから、「EDEN」というホームページを見つけてしまった。
そのウェブサイトは女を性的に弄んだり生き物を殺したりする者たちの巣窟で、"ユカリ"なる人物が新しい"遊び"をしないかと持ちかけているところだった。
心理学を専攻する者として興味を持った佐伯は、「EDEN」をチェックする。
螺旋回廊2
主人公・岡本弘樹は、愛する妹・悠里が篠原率いるEDEN（前作とは異なる団体）に誘拐されレイプされるビデオを送り付けられた。
妹を救おうと奮闘する中、悠里の友である咲かおりがEDENにつながりのある人物に狙われていることが判明した。

## 登場人物

### 第1作のみ登場人物
佐伯 裕司（さえき ゆうじ）
主人公。心理学を専攻する大学助教授である。葵にパソコンを勧められ購入したが、操作に苦労し、彼女のウェブサイトを見ようとして間違って「EDEN」にアクセスしてしまう。
水代 葵（みずしろ あおい）
声 - 北都南
佐伯の教え子である令嬢。佐伯とは師弟関係にありながらも、恋愛関係を結ぼうとしている。
桧山 葉子（ひやま ようこ）
声 - 桜井翔子
葵の親友で、葵同様大学院に進学することが決まっており、佐伯に恋愛感情を抱いている。
草薙 香乃（くさなぎ かの）
声 - 海原エレナ
佐伯と同じ大学に勤める講師。
日比野 照子（ひびの しょうこ）
声 - 須本綾奈
乱交パーティー好きの大学院生。男に甘えることが多く、佐伯もその対象に入っている。
天野 宙（あまの ひろし）
声 - なし
大学院生で、葵と葉子の先輩。だが、実は葉子を輪姦した人物のひとりであり、再会して以来彼女を性奴隷にしている。
水代 紫苑（みずしろ しおん）
声 - 北都南
葵の弟で、女性的な顔立ちをしている。

### 第2作のみ登場人物
岡本 弘樹（おかもと ひろき）
主人公の一人。悠里を溺愛している。
神無木 頼子（かんなぎ よりこ）
声 - 北条明日香
EDENを裏で操る、なぞの"ふたなり"の女性。なお、"神無木 頼子"という名前は鈴見瞳子と澤村駿平の幼馴染の名前であり、本名ではない。
氷上 有紗（ひかみ ありさ）
声 - 飯田空
ノルウェー人とのクォーター。実家は大企業と金に困らない生活をしているが、自分で使う分を稼ぎたいと考えているため弘樹の家庭教師を務めている。
鈴見 瞳子（すずみ とうこ）
声 - 藤代奈央
圭一の知り合いである、デパートの販売員。
岡本 悠里（おかもと ゆうり）
声 - 夏野向日葵
弘樹の妹で、兄を溺愛している。父親が大阪に赴任し、母親も同行しているため、兄と二人暮らし。
咲 かおり（さき かおり）
声 - 山本真緒
悠里の学校の転校生。かつて実奈美に告白され拒絶した際、実奈美に付きまとわれ、抵抗したところ、ペンで右目をつぶされたという凄惨な過去がある。
氷上 真紀（ひかみ まき）
声 - 望月結夜
有紗の妹で、圭一が講師を務める音楽学校の生徒。ギャル系の格好をしており、クラブにも出入りしているため洋二とも知り合いであるが、圭一の弟であることを知らない。
寺島 実奈美（てらしま みなみ）
声 - 日向裕羅
かおりの前の学校の同級生で、彼女の右目をつぶして逮捕され、保護観察処分を受けている。だが、実はEDENに入会しており、かおりを付け狙っている。
澤村 駿平（さわむら しゅんぺい）
瞳子のいとこであり、彼女とは恋愛関係にもあるが、実は同性愛者。
河合 圭一(かわい　けいいち)
音楽学校の講師で、有紗とは恋人同士。
河合 洋二（かわい ようじ）
圭一の弟でDJをしている。
篠原
EDENの表向きのリーダー。暴力的でどうしようもないサディストだが、客に対しては腰が低い。

## スタッフ
第1作
- 原画 - 南風麗魔
- シナリオ - 鬼畜人タムー
- 音楽 - 渡来亜人

第2作
- 原画 - 南風麗魔
- シナリオ - タシロハヤト
- 音楽 - I've

## 主題歌
主題歌「Satirize」
作詞：KOTOKO、作曲：高瀬一矢、編曲：中坪淳彦、歌：宮崎麻芽
エンディング「The end of summer」

## アダルトアニメ
2002年にピンクパイナップルより全2巻が発売されている。
- 螺旋回廊 case.01「葵・懺華」 2002年6月28日発売 KSXA-54335
- 螺旋回廊 case.02「香乃・堕悦」 2002年9月27日発売 KSXA-54336
- 螺旋回廊 ゴールドディスク 2010年4月23日発売 JDXA-56789

スタッフ
- 原作：rúf
- 企画：EBISUYA HIDEHA
- プロデューサー：大宮三郎、Show隈部
- 監督：こんのせい
- シナリオ：北沢鈴
- 絵コンテ・演出：近藤隆史
- キャラクターデザイン・総作画監督：森村亮介
- メカデザイン：橋本敬史
- 色彩設定・色指定：杉森司
- 特殊効果：福田直征
- 美術監督：川辺博昭
- 撮影監督：岡崎英夫
- 音楽プロデューサー：横山光則
- 音楽：酒井良
- 音響プロデューサー：船戸健行
- 音響監督：瀧本正至
- 編集：秋山涼路
- 制作：スタジオ九魔
- 製作：ピンクパイナップル

## 関連商品

### 書籍
- 螺旋回廊 パラダイムノベルズ

rúf 原作・監修、島津出水 著、南風麗魔 挿絵、2000年4月22日発売、パラダイム、ISBN 978-4-89490-083-7
- 螺旋回廊2 パラダイムノベルズ

rúf 原作・監修、日輪哲也 著、南風麗魔 挿絵、2002年4月12日発売、パラダイム、ISBN 978-4-89490-145-2

## 反響
本作は、インターネット犯罪をいち早く扱った作品として知られるようになり、その内容から鬱ゲーとしても知られるようになった。
また、凌辱を受けた葵が全裸の状態でリボンにくるまれてポリバケツの中に入れられて主人公に送られる場面は、「ポリバケツ女」と呼ばれ、アダルトゲームユーザーたちに衝撃を与えた。
『2』は、美少女ゲーム雑誌BugBugの「2001年読者が選ぶ美少女ゲーム年間ランキング」の総合部門の22位にランクインした。また、吉宗は2006年の4Gamer.netとのインタビューの中で、『螺旋回廊』によってアージュのファンが増えたと話しており、抜きゲーかと思ったら物語とキャラ立てがあって驚いたという感想が多く寄せられたという。一方で、吉宗は前述のインタビューの中で、良いものを作れば売れるのではなく、良いものをどのように売るかが重要だと、広告代理店で勤務していた経験が活きたとも話している。

### アダルトアニメ版
おたぽるの穴リスト猫は、本作のOVA版について、「本編内のメーリングソフトやウェブサイトのデザインは原作同様実際のものに近いデザインで、今見ると簡素だが、その簡素さが時代を感じさせ、無慈悲さとなってストーリーにスリリングさを与えている」と評した。また穴リスト猫は、「エロシーンは抜き目的というよりも、物語の進行に必要であるという理由で用意されているため、犯罪がらみの凌辱ものが苦手な人にはお勧めできない」と評した。